# СК Бенковски - I (Русе)
Спортен клуб „Бенковски - I“ е несъществуващ футболен отбор от Русе, България.

## История
В Русе е имало 2 футболни дружества с името Бенковски, означавани съответно с „Бенковски - I“ и „Бенковски - II“.
СК „Бенковски - I“ е образуван през 1923 година от бивши членове на дружество „Максим Горки“.
Района на отбора се намира русенския квартал „Гирдап“ (днешните улици „Скобелев“, „Богомил“ и „Асен Златарев“). Спортният екип на футболистите се състои от червени фланелки, бели гащета и червени чорапи. Дълги години се състезава в Русенската „А“ градска дивизия. Обикновено се класира от 5 до 7-о място в крайното класиране.
„Бенковски - I“ е беден във финансово отношение клуб за разлика от Напредък и Левски, но младите ентусиазирани футболисти правят всичко възможно за спасяване на любимия си тим. Те учредяват читалище „Георги Бенковски“, което съществува и днес. Бенковци организират ежегодни състезания с футболните отбори на своите секции за излъчване на носител на портрета на своя патрон - Георги Бенковски.
С хубавата си и напориста игра ще се запомнят следните футболисти на отбора:
- 1. Милю Милев (бай Милю) - вратар
- 1. Петър Попов - вратар
- 6. Светльо Попов
- 10. Янко Парашкевов
- 11. Борис Абаджиев
- Трифон Пухлев
- Йордан Тюлев
- Димитър Търпоманов

Двама от нападателите на отбора са запомнени повече с прякорите си отколкото със своите имена.
- 9. „Гирата“
- 7. „Зелката“ [1].